# Horští myslivci

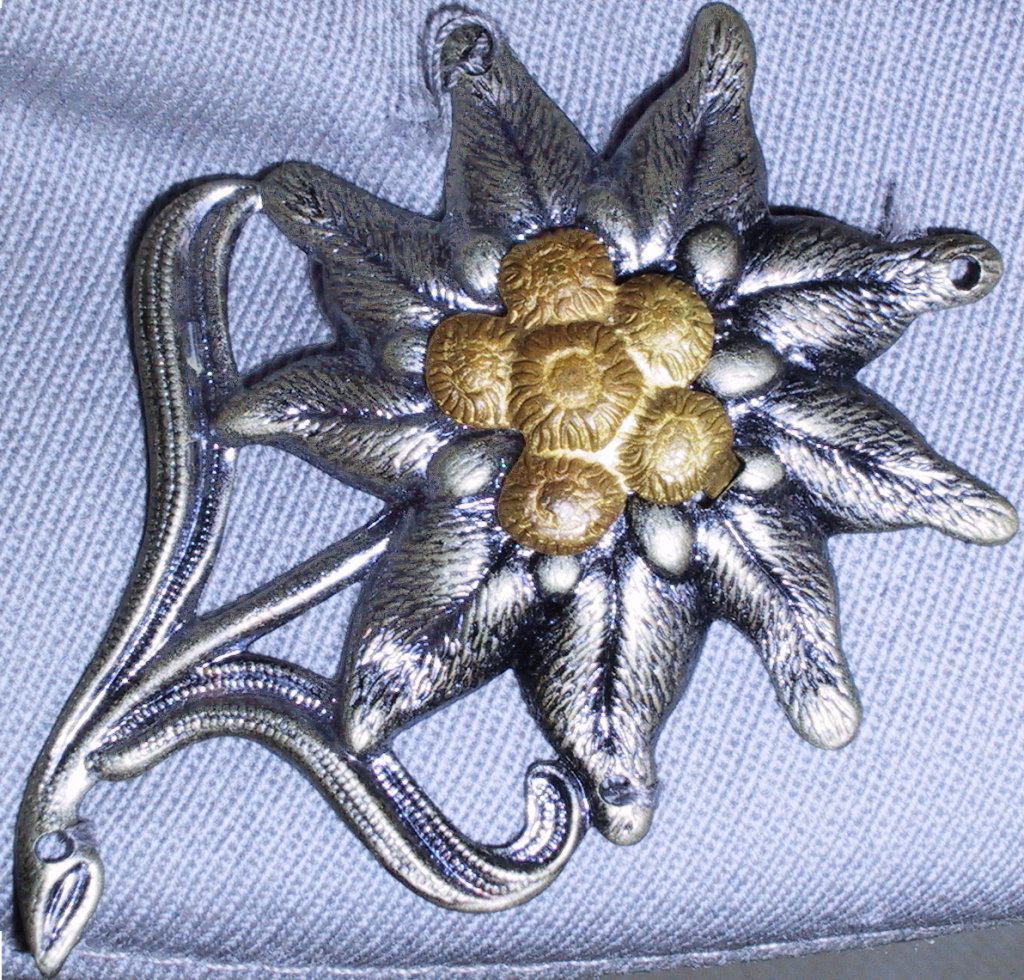
Plechový výlisek alpské protěže s pozlaceným semeníkem – symbol horských myslivců

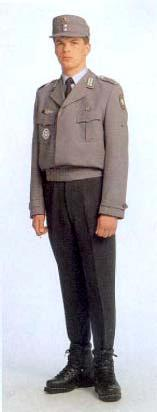
Současná vycházková uniforma německých horských myslivců

Horští myslivci (z německého Gebirgsjäger: das Gebirge – „hory“, der Jäger – „myslivec“) je označení pro německé a rakouské pěchotní vojsko speciálně uzpůsobené pro pohyb a boj v horském terénu. Slovo lovec resp. myslivec (jäger), je v němčině tradičně používáno pro označení jednotek lehké pěchoty a např. historie rakouské horské pěchoty sahá do období rakousko-uherských jednotek Landesschützen. Německá horská pěchota navazuje na tradici tzv. Alpenkorps, které působily za I. světové války, přičemž jednotky obou německy hovořících zemí jsou shodně označovány symbolem alpské protěže. Symbol protěže byl zvolen již roku 1907 císařem Františkem Josefem I., jakožto označení rakousko-uherských regimentů Landesschützer. Tento symbol nosily jednotky na límci svých uniforem. Když v květnu 1915 přišly na pomoc Rakousku německé Alpenkorps, aby pomohly při obraně proti italskému útoku, vyjádřili vojáci jednotek Landesschützen svou vděčnost připnutím symbolu protěže na uniformy německých vojáků.

## Horští myslivci ve 2. světové válce
Během 2. světové války vznikl na popud Wehrmachtu a Zbraní SS poměrně velký počet horských jednotek.
Jedny z prvních řádných horských jednotek byly zformovány v Norsku roku 1941.[zdroj?] Jejich divize měly lehké vybavení, přičemž přenos zásob byl zajišťován především mulami. Vojáci horských myslivců byli většinou vybaveni menším počtem automatických zbraní, jejich kulometčíci však měli naproti tomu k dispozici daleko více střeliva než tomu bylo u pěchotních kulometčíků. Příslušníci německých horských myslivců byli označeni symbolem alpské protěže na čepici a rukávu.
Horští myslivci se účastnili mnoha významných válečných operací jako např. Operace Weserübung, Operace stříbrná liška, Operace platinová liška, Operace arktická liška, bitvy o Kavkaz, Gothic Line, invaze na Krétu a vojenských operací ve francouzském departementu Vosges.

## Horští myslivci v současnosti

### Německo
Horské jednotky se po druhé světové válce navrátily do složek německé armády po jejím vzniku v roce 1957 a staly se její nedílnou součástí. Až do roku 2001 byly seskupeny v 1. Gebirgsdivision, která byla ovšem v rámci reformy armády rozpuštěna. Nástupcem této jednotky se stala Gebirgsjägerbrigade 23 s velitelstvím v Bad Reichenhall (Bavorsko).
Seznam aktivních horských jednotek Bundeswehru (stav roku 2007):
- Gebirgsjägerbrigade 23

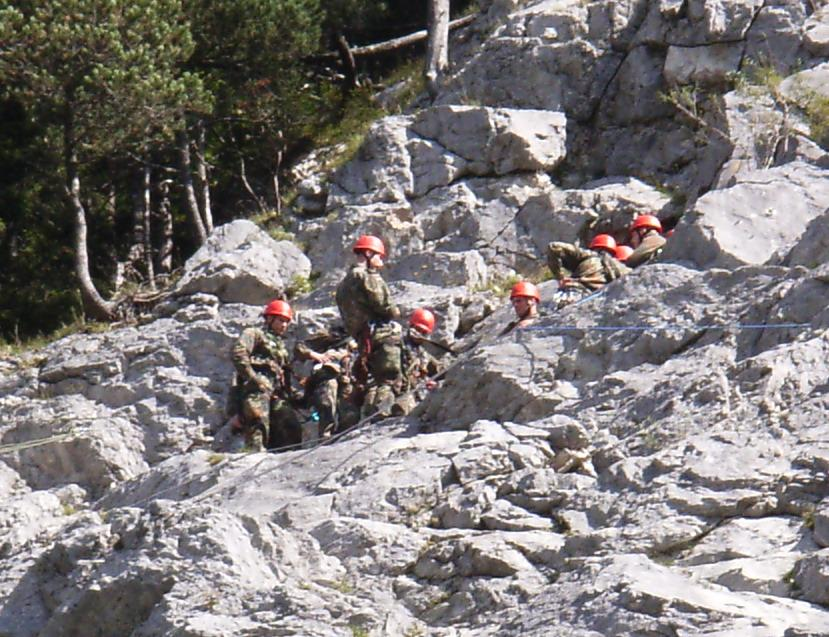
Němečtí Gebirgsjäger z Mittenwaldu při výcviku

  - Stab und Stabskompanie (velitelství)
  - Gebirgsjägerbataillon 231 (horská pěchota)
  - Gebirgsjägerbataillon 232 (horská pěchota)
  - Gebirgsjägerbataillon 233 (horská pěchota)
  - Gebirgsaufklärungsbataillon 230 (průzkumný prapor)
  - Gebirgsfernmeldebataillon 210 (signální prapor)
  - Gebirgspionierbataillon 8 (ženijní prapor)
  - Gebirgslogistikbataillon 8 (zásobovací prapor)
  - Ausbildungszentrum für Gebirgstragtierwesen 230 (výcvikové centrum pro muly)
- Gebirgs- und Winterkampfschule (mezinárodní výcvikové centrum pro boj v horském terénu)
- Gebirgsmusikkorps (hudební orchestr horských jednotek)
- Gebirgssanitätsregiment (horský lékařský podpůrný pluk)

### Rakousko
Současné rakouské horské jednotky jsou zorganizovány do 6. Jägerbrigade s velitelstvím v Innsbrucku, která sestává z:
- Jägerbataillon 23
- Jägerbataillon 24
- Jägerbataillon 26

## Uniforma a tradice
Příslušníci německých horských vojenských jednotek nosí kšiltovou čepici šedé barvy (něm.: „Bergmütze“) se symbolem protěže na její levé straně čímž se odlišují od všech ostatních složek armády, které nosí barety. Formální uniforma částečně vycházející z tradičních lyžařských oděvů, je též značně odlišná od standardní uniformy německého Bundeswehru a sestává ze zimního kabátu, širokých dlouhých kalhot a vysokých vojenských bot.
Jako tradiční slavnostní pochod využívají horské jednotky obou zemí od roku 1914 tzv. „Kaiserjägermarsch” (pochod císařských myslivců).